# Binkasläktet
Binkasläktet (Erigeron) är ett släkte om cirka 200 arter i familjen korgblommiga växter. De flesta arterna återfinns i Nordamerika, men i Norden finns bland annat fjällbinka, svartbinka, gråbinka och sommarbinka. Släktet omfattar ettåriga, tvååriga och fleråriga örter. Bladen är vanligen håriga, blommorna vita, lila eller rosa runt en gul korgbotten.

## Bildgalleri

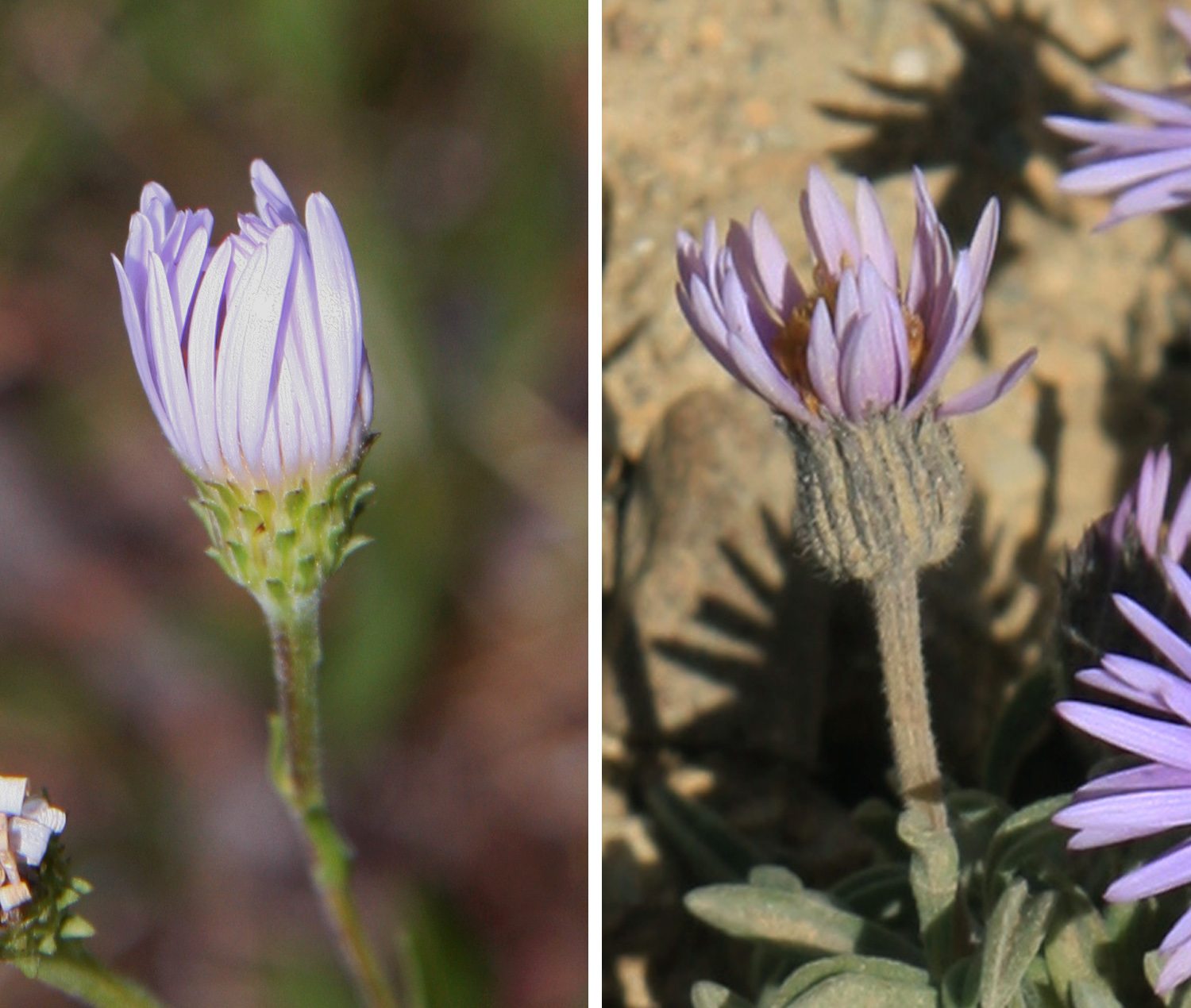
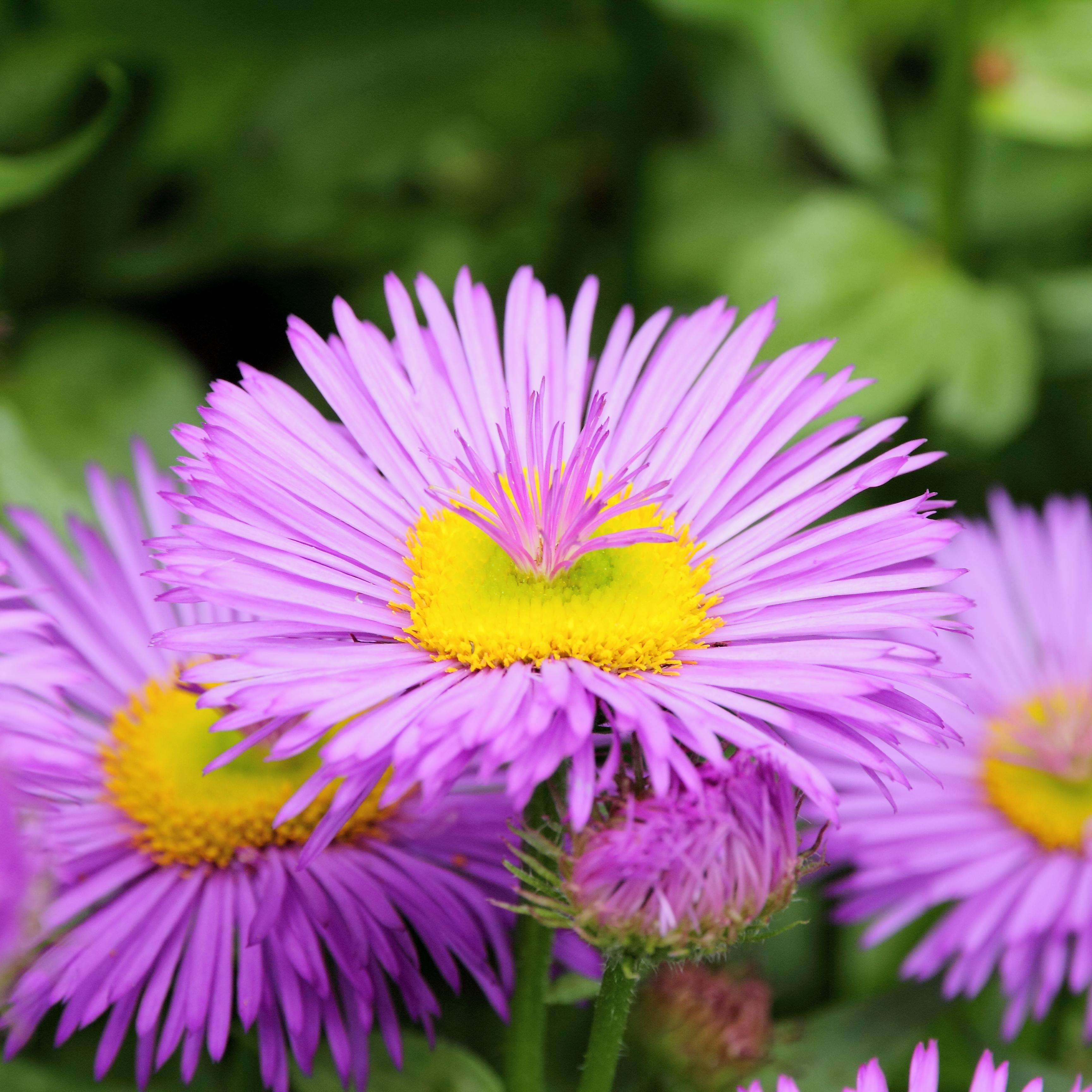
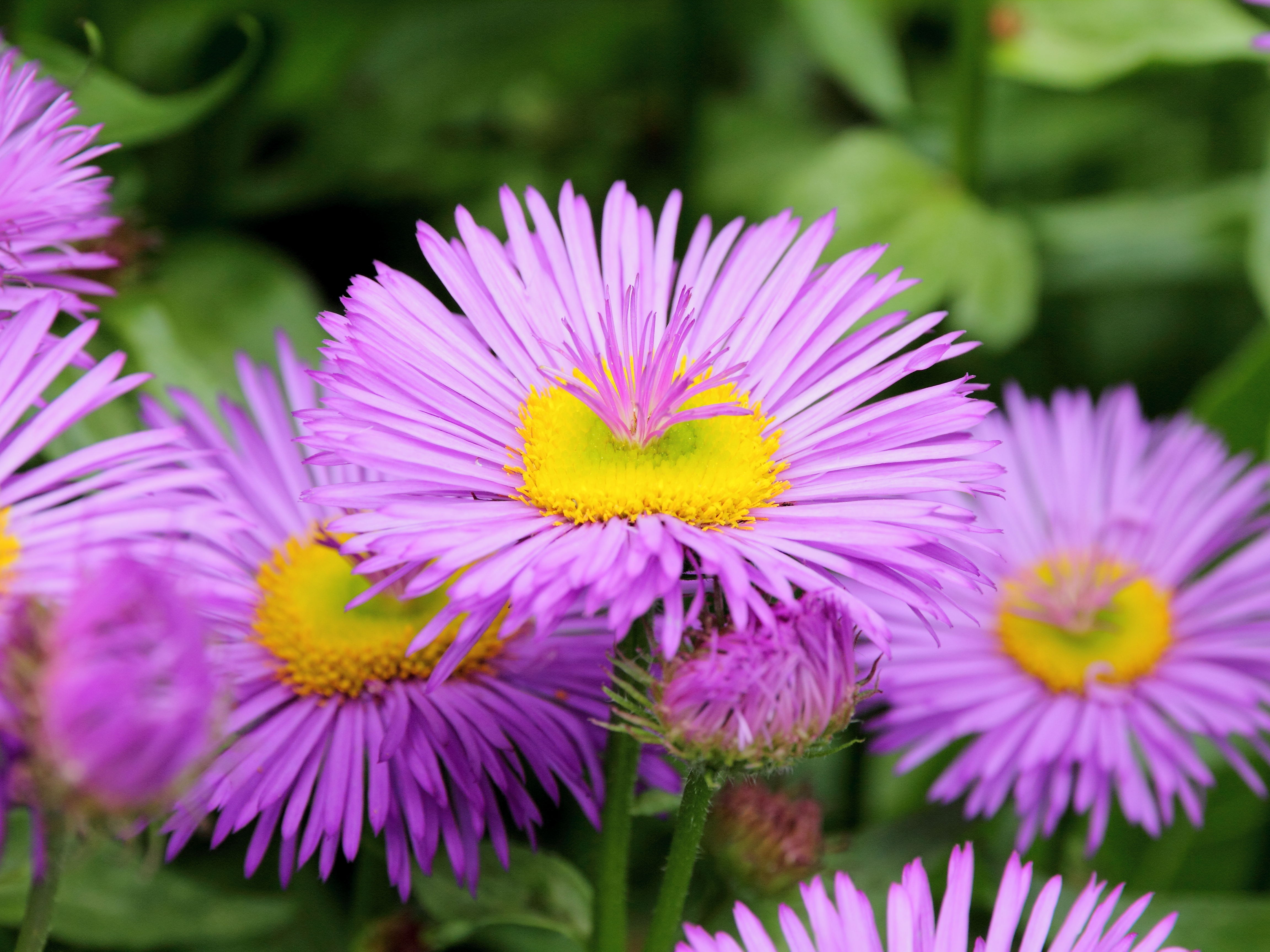
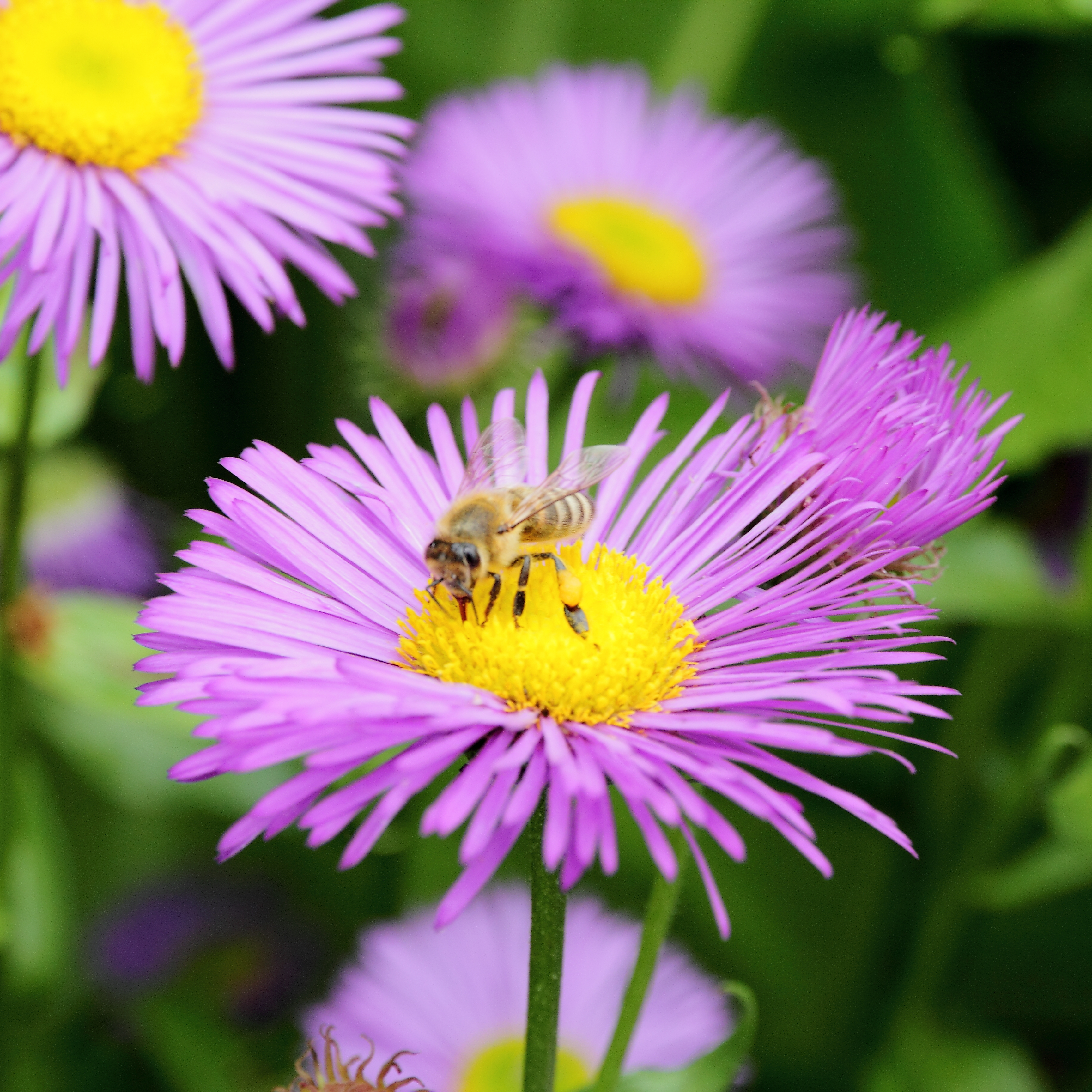
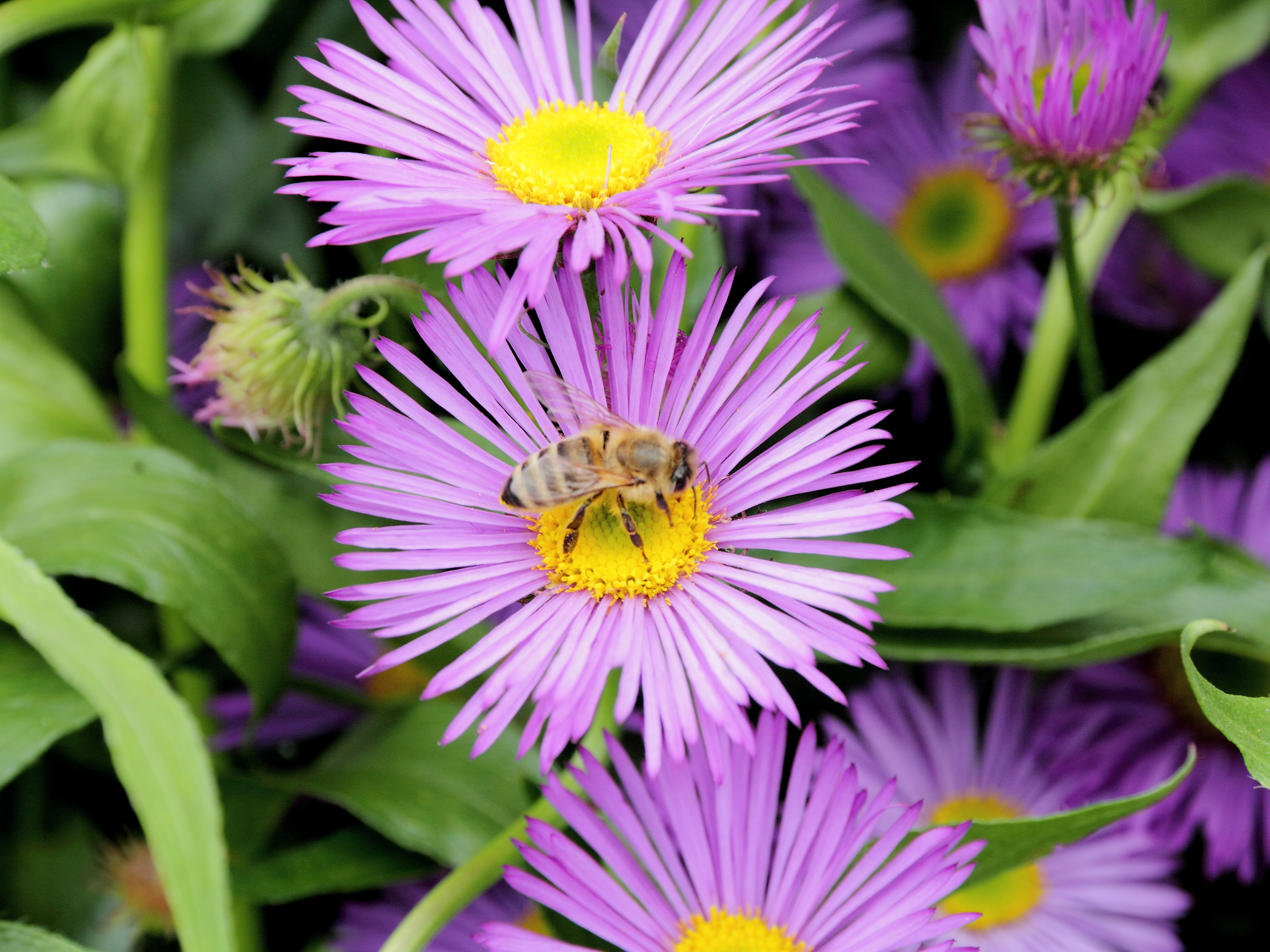
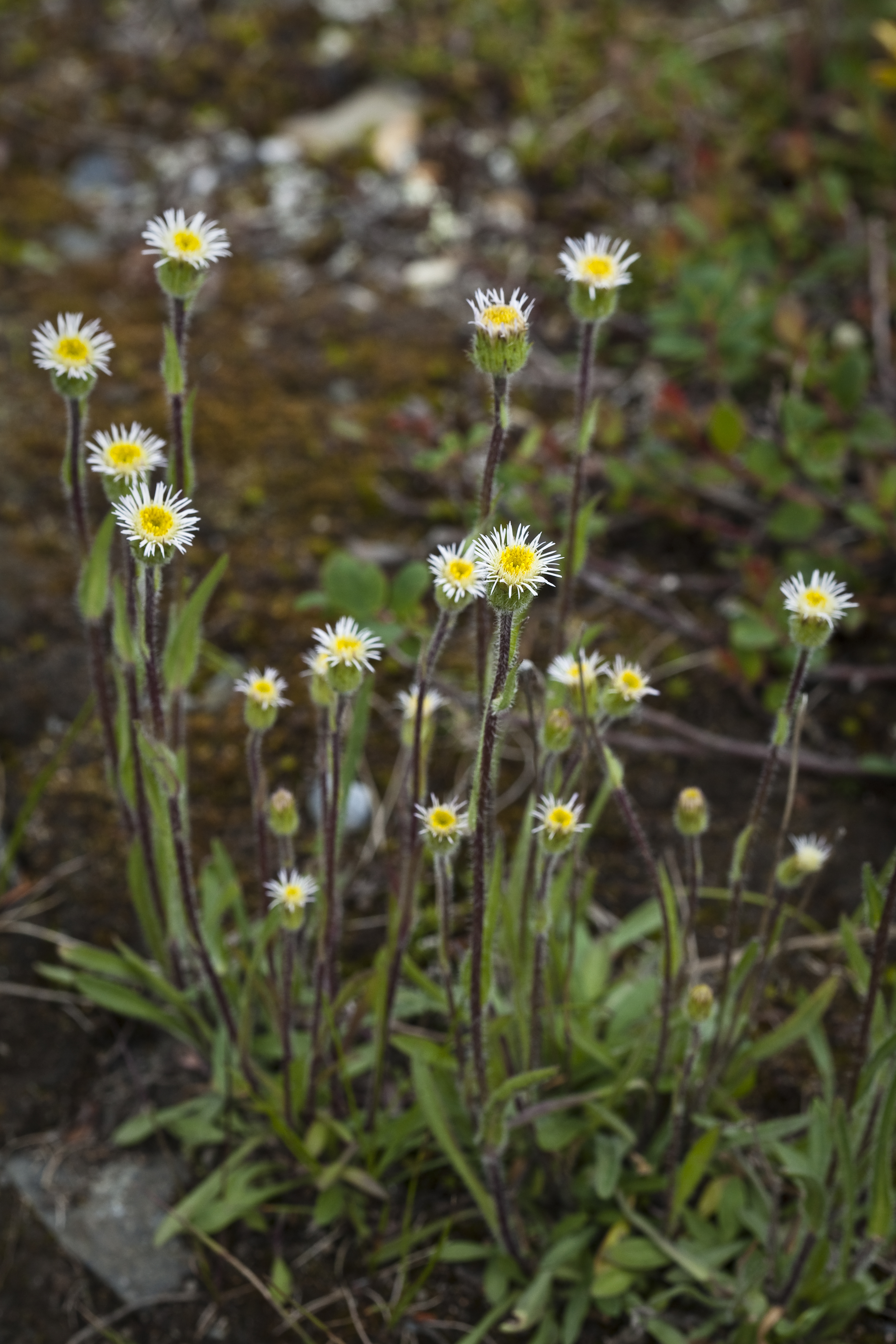

## Dottertaxa till Binkor, i alfabetisk ordning[1]
- Erigeron abajoensis
- Erigeron acer
- Erigeron acris
- Erigeron adenophorus
- Erigeron aegyptiacus
- Erigeron alexeenkoi
- Erigeron aliceae
- Erigeron allochrous
- Erigeron alpiniformis
- Erigeron alpinus
- Erigeron altaicus
- Erigeron altissimus
- Erigeron andicola
- Erigeron androssovii
- Erigeron angustissimus
- Erigeron anisophyllus
- Erigeron annuactis
- Erigeron annuus
- Erigeron aphanactis
- Erigeron apiculatus
- Erigeron aquarius
- Erigeron arenarioides
- Erigeron argentatus
- Erigeron arisolius
- Erigeron arizonicus
- Erigeron armerifolius
- Erigeron asperugineus
- Erigeron asteroides
- Erigeron astranthioides
- Erigeron atticus
- Erigeron aurantiacus
- Erigeron aureus
- Erigeron aviatorum
- Erigeron azureus
- Erigeron badachschanicus
- Erigeron baicalensis
- Erigeron bardsirica
- Erigeron basaseachensis
- Erigeron basilobatus
- Erigeron baumii
- Erigeron bellidiastroides
- Erigeron bellidiastrum
- Erigeron bellidifolius
- Erigeron bellidiformis
- Erigeron bellidioides
- Erigeron bellioides
- Erigeron bigelovii
- Erigeron bilbaoanus
- Erigeron biolettii
- Erigeron biramosus
- Erigeron blakei
- Erigeron blochmanae
- Erigeron bloomeri
- Erigeron boergeri
- Erigeron bonariensis
- Erigeron borealis
- Erigeron brachyphyllus
- Erigeron brachyspermus
- Erigeron breweri
- Erigeron breviscapus
- Erigeron burejensis
- Erigeron burnati
- Erigeron byei
- Erigeron cabulicus
- Erigeron caeruleus
- Erigeron caespitans
- Erigeron caespitosus
- Erigeron calcicola
- Erigeron calderae
- Erigeron campanensis
- Erigeron camposportoi
- Erigeron canaani
- Erigeron canadensis
- Erigeron canescens
- Erigeron canus
- Erigeron capillipes
- Erigeron cascadensis
- Erigeron caucasicus
- Erigeron caulinifolius
- Erigeron cavernensis
- Erigeron cedretorum
- Erigeron celerieri
- Erigeron cervinus
- Erigeron chiangii
- Erigeron chihuahuanus
- Erigeron chionophilus
- Erigeron chiriquensis
- Erigeron chrysopsidis
- Erigeron cieloensis
- Erigeron cilicicus
- Erigeron cinereus
- Erigeron circulis
- Erigeron clokeyi
- Erigeron coeruleus
- Erigeron compactus
- Erigeron compositus
- Erigeron concinnus
- Erigeron consimilis
- Erigeron conyzoides
- Erigeron coronarius
- Erigeron coroniglandifer
- Erigeron coulteri
- Erigeron crenatus
- Erigeron cuatrocienegensis
- Erigeron cuneifolius
- Erigeron cyanactis
- Erigeron dactyloides
- Erigeron daenensis
- Erigeron darrellianus
- Erigeron daveauanus
- Erigeron davisii
- Erigeron decumbens
- Erigeron dejongii
- Erigeron delphinifolius
- Erigeron denalii
- Erigeron diplopappoides
- Erigeron disparipilus
- Erigeron dissectus
- Erigeron divergens
- Erigeron domingensis
- Erigeron droebachensis
- Erigeron dryophyllus
- Erigeron eatonii
- Erigeron ecuadoriensis
- Erigeron elatior
- Erigeron elatus
- Erigeron elbursensis
- Erigeron elegantulus
- Erigeron eliceae
- Erigeron ellisii
- Erigeron elmeri
- Erigeron engelmannii
- Erigeron epiroticus
- Erigeron eriocalyx
- Erigeron eriocephalus
- Erigeron eruptens
- Erigeron ervendbergii
- Erigeron exilis
- Erigeron eximius
- Erigeron fasciculatus
- Erigeron fernandezius
- Erigeron filifolius
- Erigeron flaccidus
- Erigeron flagellaris
- Erigeron floribundus
- Erigeron fluens
- Erigeron foliosus
- Erigeron formosissimus
- Erigeron forreri
- Erigeron fragrans
- Erigeron fraternus
- Erigeron frigidus
- Erigeron fuertesii
- Erigeron fukuyamae
- Erigeron fundus
- Erigeron galeottii
- Erigeron garrettii
- Erigeron geiseri
- Erigeron gilensis
- Erigeron gilliesii
- Erigeron glabellus
- Erigeron glacialis
- Erigeron glaucus
- Erigeron gnaphalioides
- Erigeron gouanii
- Erigeron gracilis
- Erigeron granatensis
- Erigeron grandiflorus
- Erigeron greenei
- Erigeron griseus
- Erigeron guatemalensis
- Erigeron gunnii
- Erigeron gypsoverus
- Erigeron heterochaeta
- Erigeron heteromorphus
- Erigeron heterophyllus
- Erigeron hillii
- Erigeron himalajensis
- Erigeron hintoniorum
- Erigeron hispanicus
- Erigeron hissaricus
- Erigeron howellii
- Erigeron humilis
- Erigeron hungaricus
- Erigeron hyoseroides
- Erigeron hyperboreus
- Erigeron hypsophilus
- Erigeron hyrcanicus
- Erigeron hyssopifolius
- Erigeron illapelinus
- Erigeron imbricatus
- Erigeron incaicus
- Erigeron incertus
- Erigeron ingae
- Erigeron inoptatus
- Erigeron inornatus
- Erigeron irazuensis
- Erigeron ivifolius
- Erigeron jaeschkei
- Erigeron jamaicensis
- Erigeron janivultus
- Erigeron jenkinsii
- Erigeron jonesii
- Erigeron karvinskianus
- Erigeron khorassanicus
- Erigeron kiukiangensis
- Erigeron klamathensis
- Erigeron komarovii
- Erigeron kopetdaghensis
- Erigeron krylovii
- Erigeron kumaunensis
- Erigeron kunshanensis
- Erigeron lachnocephalus
- Erigeron lanatus
- Erigeron lanceolatus
- Erigeron lanuginosus
- Erigeron lassenianus
- Erigeron latus
- Erigeron laxiflorus
- Erigeron lechleri
- Erigeron leibergii
- Erigeron leiolepis
- Erigeron leiomerus
- Erigeron leioreades
- Erigeron lepidopodus
- Erigeron leptocladus
- Erigeron leptopetalus
- Erigeron leptorhizon
- Erigeron leucanthemifolius
- Erigeron leucoglossus
- Erigeron libanensis
- Erigeron libanoticus
- Erigeron linearis
- Erigeron lobatus
- Erigeron lonchophyllus
- Erigeron longipes
- Erigeron luteoviridis
- Erigeron luxurians
- Erigeron macdonaldii
- Erigeron machucana
- Erigeron maguirei
- Erigeron mairei
- Erigeron major
- Erigeron mancus
- Erigeron maniopotamicus
- Erigeron manshuricus
- Erigeron matsudae
- Erigeron maxonii
- Erigeron mayoensis
- Erigeron melanocephalus
- Erigeron metrius
- Erigeron mihianus
- Erigeron mimegletes
- Erigeron mimus
- Erigeron minusculus
- Erigeron miyabeanus
- Erigeron modestus
- Erigeron mohinorensis
- Erigeron monticolus
- Erigeron morelensis
- Erigeron morrisonensis
- Erigeron moupinensis
- Erigeron muirii
- Erigeron multifolius
- Erigeron multiradiatus
- Erigeron myosotis
- Erigeron nacoriensis
- Erigeron nannogeron
- Erigeron narcissus
- Erigeron nauseosus
- Erigeron neglectus
- Erigeron neocaledonicus
- Erigeron neomexicanus
- Erigeron nitidus
- Erigeron nivalis
- Erigeron oaxacanus
- Erigeron ochroleucus
- Erigeron olympicus
- Erigeron onofrensis
- Erigeron oreades
- Erigeron oreophilus
- Erigeron othonnifolius
- Erigeron ovinus
- Erigeron oxyodontus
- Erigeron oxyphyllus
- Erigeron pallens
- Erigeron pallidus
- Erigeron palmeri
- Erigeron paludicola
- Erigeron pamiricus
- Erigeron panduratus
- Erigeron paolii
- Erigeron pappocromus
- Erigeron parryi
- Erigeron patagonicus
- Erigeron pattersonii
- Erigeron paucilobus
- Erigeron pauper
- Erigeron pazensis
- Erigeron peregrinus
- Erigeron petiolaris
- Erigeron petroiketes
- Erigeron petrophilus
- Erigeron philadelphicus
- Erigeron pinkavii
- Erigeron pinnatisectus
- Erigeron platyphyllus
- Erigeron plesiogeron
- Erigeron podophyllus
- Erigeron poliospermus
- Erigeron polycephalus
- Erigeron polycladus
- Erigeron poncinsii
- Erigeron popovii
- Erigeron porphyrolepis
- Erigeron porsildii
- Erigeron potosinus
- Erigeron primulifolium
- Erigeron procumbens
- Erigeron pseud
- Erigeron pseuderiocephalus
- Erigeron pseudoeriocephalus
- Erigeron pseudohyrcanicus
- Erigeron pseudoseravschanicus
- Erigeron pubescens
- Erigeron pulchellus
- Erigeron pulcher
- Erigeron pulcherrimus
- Erigeron pumilus
- Erigeron punjabensis
- Erigeron purpurascens
- Erigeron purpuratus
- Erigeron pygmaeus
- Erigeron quiexobrensis
- Erigeron radicatus
- Erigeron raphaelis
- Erigeron reductus
- Erigeron reinanus
- Erigeron rhizomactis
- Erigeron robustior
- Erigeron rosulatus
- Erigeron roylei
- Erigeron rufescens
- Erigeron rupicola
- Erigeron sachalinensis
- Erigeron salsuginosus
- Erigeron scaposus
- Erigeron sceptrifer
- Erigeron schalbusii
- Erigeron schikotanensis
- Erigeron schleicheri
- Erigeron schmalhausenii
- Erigeron schnackii
- Erigeron scoparioides
- Erigeron seemannii
- Erigeron semibarbatus
- Erigeron seravschanicus
- Erigeron setosus
- Erigeron silenifolius
- Erigeron sionis
- Erigeron socorrensis
- Erigeron sogdianus
- Erigeron songoricus
- Erigeron sparsiflorus
- Erigeron sparsifolius
- Erigeron speciosus
- Erigeron stanfordii
- Erigeron strictus
- Erigeron strigosus
- Erigeron strigulosus
- Erigeron subacaulis
- Erigeron subalpinus
- Erigeron sublyratus
- Erigeron subtrinervis
- Erigeron sumatrensis
- Erigeron swatensis
- Erigeron sylvaticus
- Erigeron taipeiensis
- Erigeron talyschensis
- Erigeron tasmanicus
- Erigeron taylori
- Erigeron tenellus
- Erigeron tener
- Erigeron tenuicaulis
- Erigeron tephropodus
- Erigeron thrincioides
- Erigeron thunbergii
- Erigeron tianschanicus
- Erigeron trachselii
- Erigeron tracyi
- Erigeron trifidus
- Erigeron trilobus
- Erigeron trimorphopsis
- Erigeron tuerckheimii
- Erigeron turczaninowii
- Erigeron turnerorum
- Erigeron uintahensis
- Erigeron uliginosus
- Erigeron umbrosus
- Erigeron uncialis
- Erigeron unguiphyllus
- Erigeron uniflorus
- Erigeron untermannii
- Erigeron untermanniorum
- Erigeron ursinus
- Erigeron utahensis
- Erigeron variifolius
- Erigeron watsonii
- Erigeron vegaensis
- Erigeron wellsii
- Erigeron velutipes
- Erigeron veracruzensis
- Erigeron vernus
- Erigeron versicolor
- Erigeron vetensis
- Erigeron vicarius
- Erigeron vichrenensis
- Erigeron vicinus
- Erigeron wilkenii
- Erigeron violaceus
- Erigeron wislizeni
- Erigeron vreelandii
- Erigeron yukonensis
- Erigeron zacatensis
- Erigeron zederbaueri
- Erigeron zosonius